# Baditz Ottó

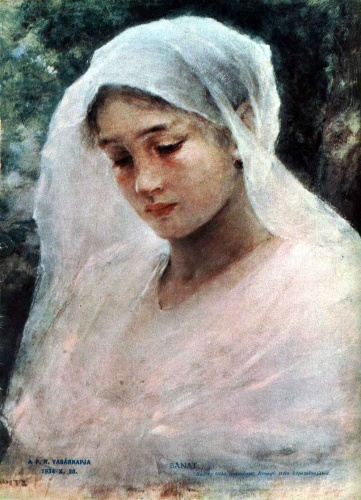
Bánat

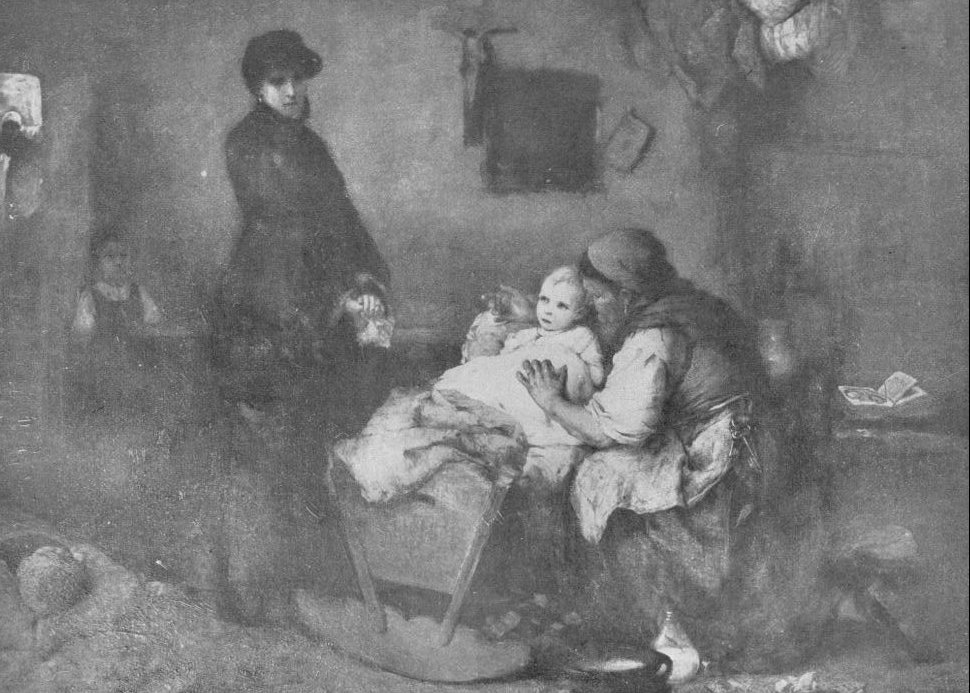
Az angyalcsináló

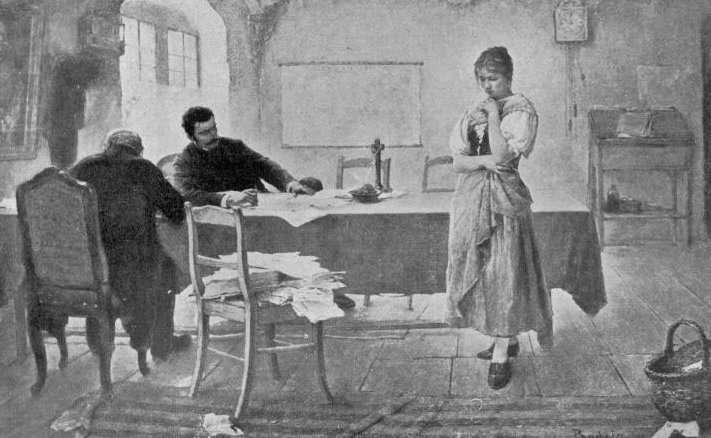
Kihallgatás

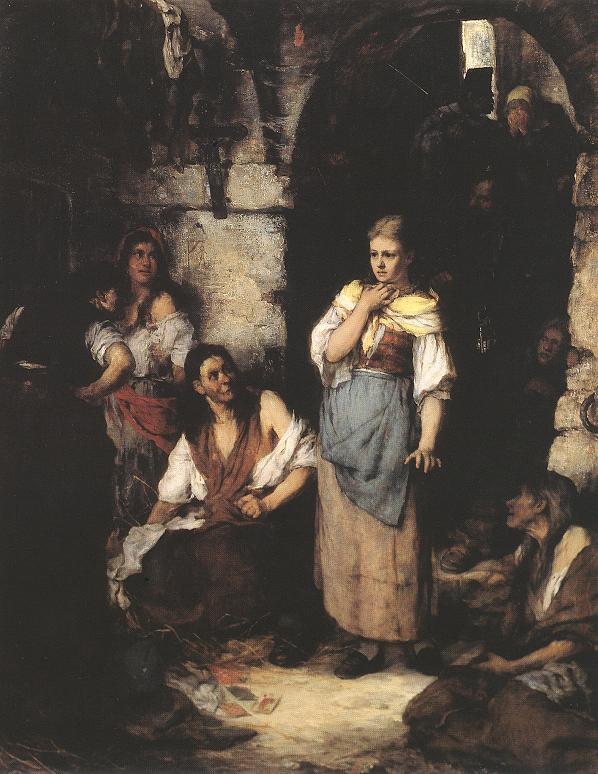
Asszonyok a börtönben

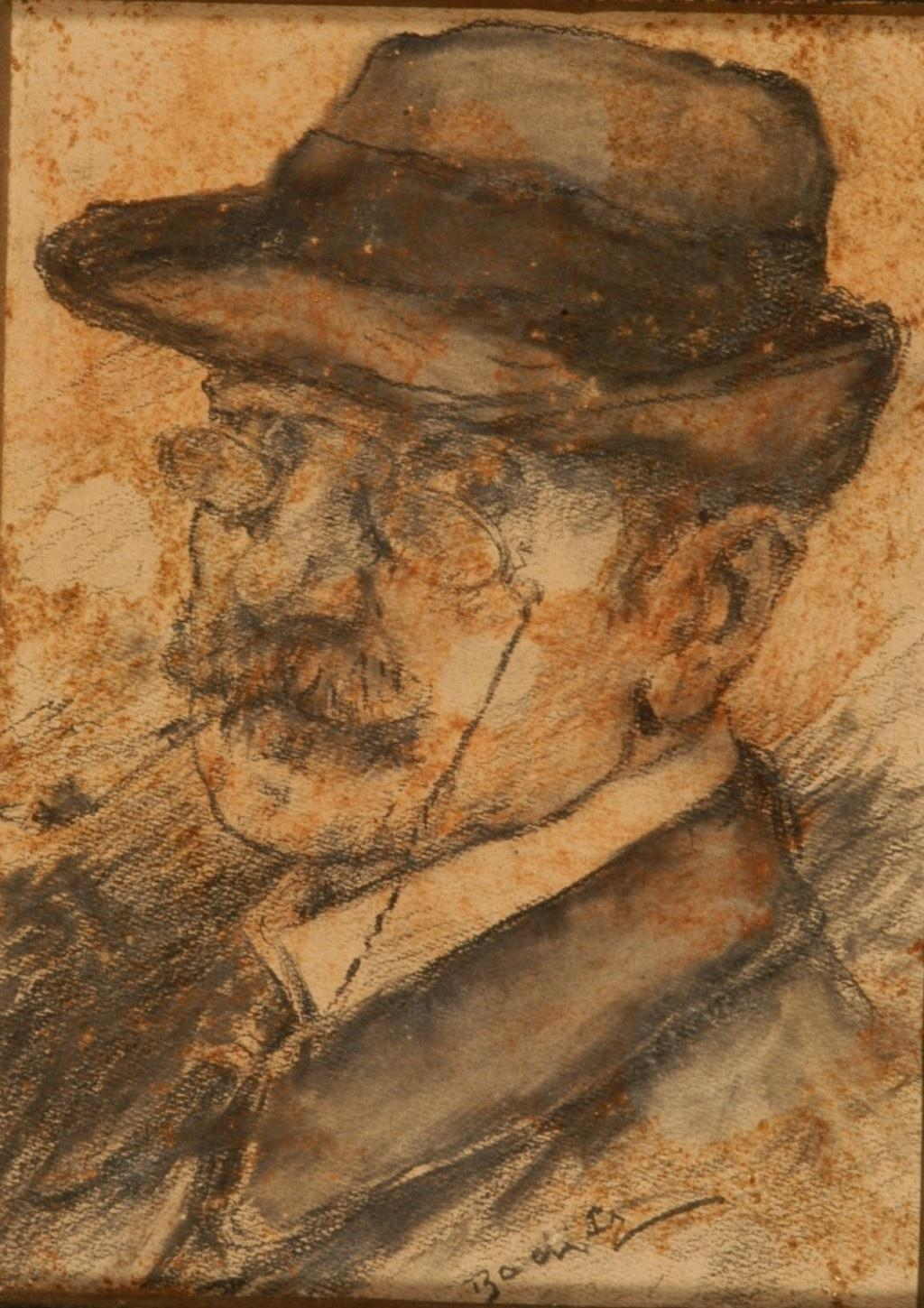
Önarckép, 1920

Baditz Ottó, szentkirályszabadjai (Tótkeresztúr (mostani nevén Magyarkeresztúr), 1849. március 19. – Magyarkeresztúr, 1936. április 21.) festőművész.

## Életpályája
Az 1860-as évek második felében a Pozsonyi Jogakadémia hallgatója volt, egyúttal Sopronban Steinacker Károlytól festészetet tanult. Jogi diplomájának megszerzése után Eötvös Lajos biztatására felsőfokú művészeti tanulmányokba kezdett. 1870-től két évig a bécsi képzőművészeti akadémián Karl Wurzinger, majd a müncheni képzőművészeti akadémián  Wilhelm Diez tanítványa lett. 1872-től 1890-ig Münchenben élt. Az akadémia elvégzése után saját műtermet nyitott, és innen küldte festményeit kezdetben müncheni és budapesti, később bécsi, párizsi és londoni kiállításokra. Egy ideig közös műteremben alkotott Spányi Bélával. Számos díjat nyert és a korabeli szaklapok is elismeréssel írtak munkáiról, így hamarosan jómódú, sokat foglalkoztatott festőművésszé vált. 1879-től 1882-ig elnöke volt a müncheni Magyar Egyesületnek. Csaknem minden évben hazatért néhány hónapra, majd 1890-ben Budapesten telepedett le. Részt vett a főváros művészeti életében, tagja volt az Országos Magyar Képzőművészeti Társulatnak és rövid ideig a Nemzeti Szalon igazgatójaként is tevékenykedett. 1911-ben visszaköltözött szülőfalujába és haláláig ottani birtokán élt.

## Művészi pályája
Pályája kezdetén elsősorban akadémikus stílusú népies tárgyú életképei tették ismertté. Korai művein mestere, Wilhelm Diez hatása érződik. Későbbi munkáin festészete oldottabbá vált, derült, világos színei a természet közvetlen tanulmányozására utalnak, a plein air festészetig azonban nem jutott el. Első önálló kiállítását Münchenben rendezte, ahol Elítélve című képével nagy sikert aratott. A festmény Pap Henrik által készített rézkarc másolatát az Országos Magyar Képzőművészeti Társulat műlapként juttatta el tagjainak. 1880-tól rendszeresen szerepelt képeivel budapesti, londoni, párizsi és bécsi kiállításokon. 1881-ben Párizsban a Falu rossza című képével aranyérmet nyert, majd 1882-ben Karácsony éjjele című festményével elnyerte a magyar vallásalap egyházfestészeti díját. Hazatérése után portré- és szentképfestészettel, illetve könyvillusztrációval is foglalkozott. Az 1890-es években a főváros egyik legkeresettebb gyermekportré-festője volt. Az életképek festésével sem hagyott fel, 1891-ben Kihallgatás című képével elnyerte az Országos Magyar Képzőművészeti Társulat téli kiállítási díját. Műveivel minden évben részt vett a Műcsarnok és a Nemzeti Szalon kiállításain. 1899-ben a budapesti tavaszi nemzetközi kiállításon Krisztus-fej című képére megkapta a Műbarátok Körének díját. Részt vett az 1900. évi párizsi és az 1908. évi londoni világkiállításon, utóbbin elnyerte a világkiállítás nagydíját. Pályája késői szakaszára erősen hatott Munkácsy Mihály művészete. Utoljára 1921-ben szerepelt kiállításon. Képeit a Magyar Nemzeti Galéria, illetve soproni, miskolci és aradi múzeumok őrzik.

## Művei aukciókon, gyűjteményekben
Baditz Ottó 105 festménye

## Főbb művei

### Olajfestmények
- Elítélve (1879)
- A falu rossza (1880)
- Angyalcsináló (1881)
- Karácsony éjjele (1882)
- Laborfalvi Róza portréja (1883)
- Kihallgatás (1891)
- Szent Cecília (1893)
- Gyermek álma (1896)
- Patrona Hungariae (1897)
- Krisztus-fej (1899)
- Asszonyok a börtönben (1899)
- Judith (1900)
- Megváltó (1900)
- Játszó gyermek (1904)
- Krumpliszedés (1906)
- Őszi szántás (1909)
- Legelőn (1911)
- Mater Dolorosa (1912)
- Krisztus az olajfák hegyén (szombathelyi és szilsárkányi evangélikus templom)
- Mária nevenapja (németi római katolikus templom)

### Könyvillusztrációk
- Kiss József: Mese a varrógépről (Budapest, 1884)
- Szana Tamás: Petőfiné Szendrei Júlia (Budapest, 1891)
- Bródy Sándor: Az ezüst kecske (Budapest, 1898)
- Jókai Mór: Puskás Klári. Székely monda (Budapest, 1898)
- Papp Zoltán: Muzsikaszó. Regény dalban (Budapest, 1911)